# 金星14號
金星14号 (俄语： Венера-14) 是前苏联金星计划中一艘探索金星的探测器，于1981年11月4日世界时5点31发射升空，在轨质量为760（1,680磅）。 与金星13号号飞船相同，金星14号是为利用1981年金星发射的机会而建造的。两飞船发射时间相隔5天，且在轨质量相同。

## 设计
任务包括一艘飞行平台和一架附属的着陆器。

### 飞行阶段
当运载平台飞过金星时，它将充当着陆器的数据中继，然后继续进入日心轨道。该飞行器配备了一台伽马射线光谱仪、紫外线光栅单色仪、电子和质子光谱仪、伽马射线暴探测器、太阳风等离子体探测器，以及用于在飞越金星之前、期间和之后进行测量的双频率发射器。

### 下降着陆器
下降着陆器是一只密封的压力容器，装有大部分仪器和电子设备，安装在一个环形着陆平台上，顶部有一架天线。设计与早期的金星9、12号着陆器相似。它携带了一些测量化学和同位素，监测散射光光谱和下降阶段记录金星大气层中放电的仪器。还使用了一部摄像系统、一台X射线荧光光谱仪、一具螺旋钻和一个表面采样器以及一架阻力钻测计和地震仪来进行地表调查。 
着陆器仪器设备清单:
- 加速计， 撞击分析 – Bison-M
- 温度计、气压表 – ITD
- 光谱仪/定向光度计  – IOAV-2
- 紫外线光度计
- 质谱仪 – MKh-6411
- 阻力钻测计/土壤欧姆计 – PrOP-V
- 化学氧化还原指示器 – Kontrast
- 2架彩色远距相机 – TFZL-077
- 气体色谱仪 – Sigma-2
- 雷达/麦克风/地震仪 – Groza-2
- 浊度计 – MNV-78-2
- 比重计 – VM-3R
- X-射线荧光光谱仪 (气溶胶) – BDRA-1V
- X-射线荧光光谱仪 (土壤) – Arakhis-2
- 土壤钻探设备 – GZU VB-02
- 稳定振荡器 / 多普勒雷达
- 小型太阳能电池板 – MSB

## 着陆
1982年3月5日，在发射和飞行四个月后，下降器与飞行器分离并被释放入金星大气层。在进入大气层后，降落伞自动展开。在大约50公里高度，降落伞被抛弃，剩下的部分使用简单的空气制动。 金星14号降落在南纬13.25度、东经310度，位于金星13号西南约950公里处，靠近福柏东侧的玄武质平原上。
着陆器带有拍摄地面的摄像机和测量土壤压缩性的弹簧臂。石英相机窗口上覆盖的镜头盖在降落后突然脱落。不幸的是，金星14号测量了镜头盖的可压缩性，因为这些镜头盖正好落在探测器向下伸展测量土壤的地方。
着陆器上的 X 射线荧光光谱仪检测了地表层样品的成分，表明其与地球大洋性拉斑玄武岩相似。
同前几艘金星探测器一样，该着陆器配备了声学麦克风，用于记录大气噪音，随后用于计算确定金星表面的平均风速。后来通过对它发回的数据分析确定，金星地表的平均风速介于 0.3-0.5米/秒(0.98-1.64英尺/秒)之间。
该着陆器在温度摄氏465°(华氏869°)、压力为94个地球大气压(9.5兆帕)的环境中至少运行了57分钟(计划设计寿命为32分钟)。在此期间，着陆器上行链路天线发出的数据通过飞行器平台传输回地球。

## 后续
金星14号飞船最终进入了日心轨道，继续使用X射线和伽马射线光谱中进行观测，为后续的维加任务提供数据。该飞行器于1982年11月14日启动了发动机，最后一次发回数据的日期为1983年3月16日。

## 衍生
- 一位俄罗斯宇航员在BBC的“太空奥德赛：行星之旅”中访问了“金星14号”。

## 图像处理
美国研究人员唐·米切尔（Don P.Mitchell）使用未处理的金星13和14号原始数据生成了彩色图像，新图像对原来9位对数像素编码进行了更精确的线性化。 